# Oreokastro
Oreokastro (gr. Ωραιόκαστρο) – miasto w Grecji, w administracji zdecentralizowanej Macedonia-Tracja, w regionie Macedonia Środkowa, w jednostce regionalnej Saloniki. Siedziba gminy Oreokastro. W 2011 roku liczyło 20 852 mieszkańców. Ośrodek przemysłowy.